# Holborn Bars

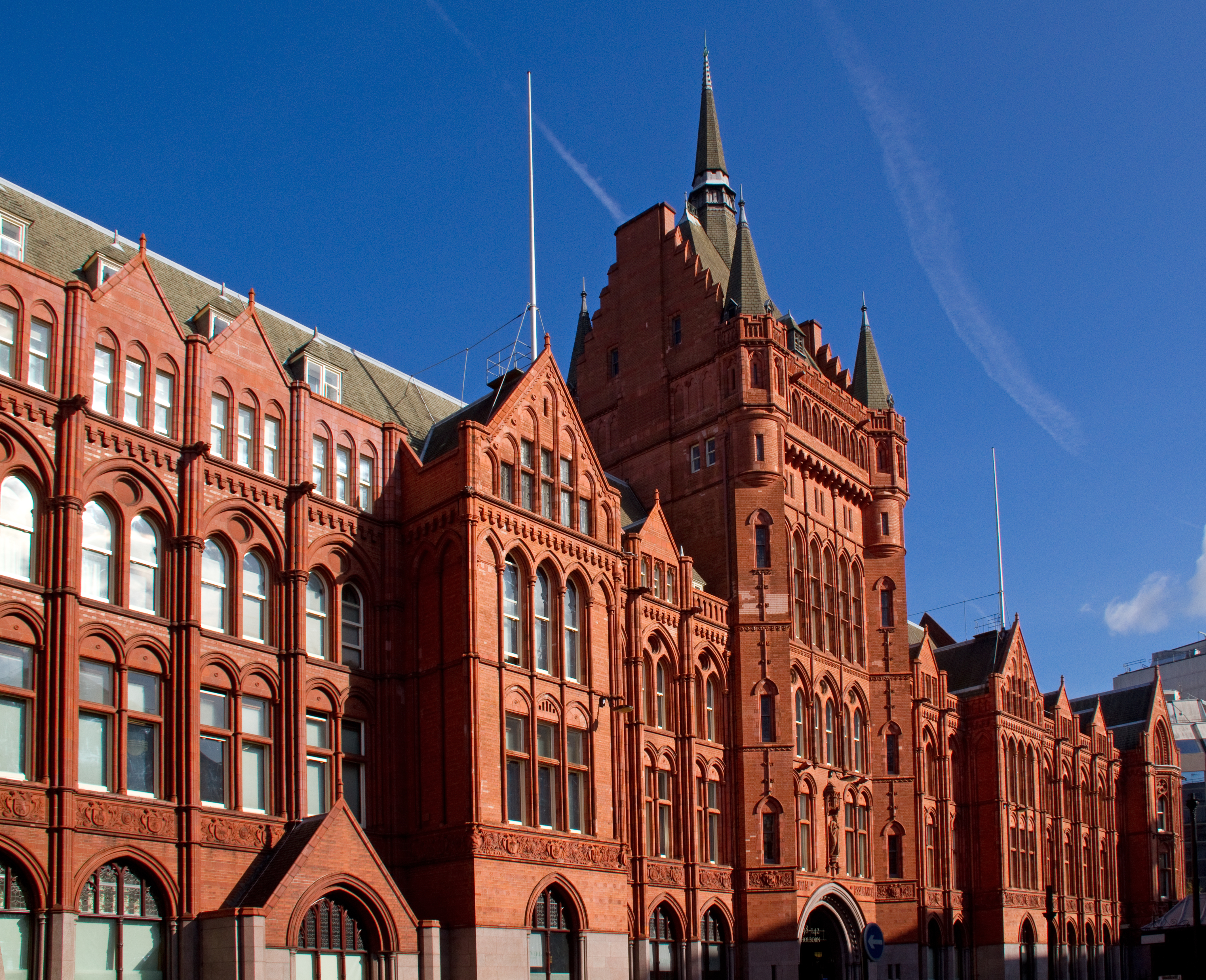
Immeuble Prudential Assurance, 142 Holborn, Camden

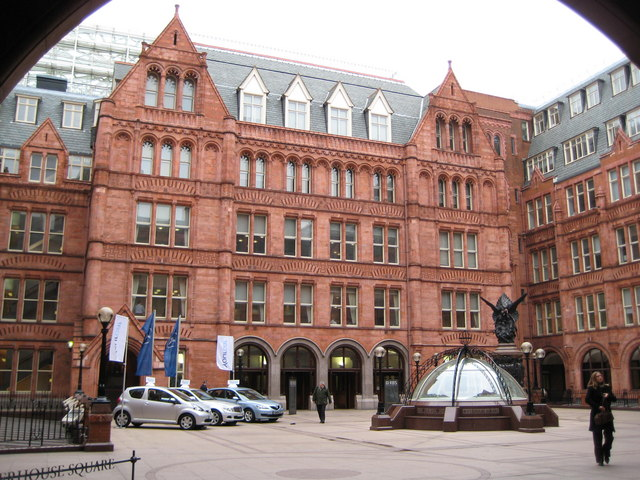
Holborn: Waterhouse Square, 142 bars Holborn, EC1 Waterhouse Square est une cour intérieure située à l'arrière du bâtiment Prudential Assurance. Elle porte le nom d'Alfred Waterhouse, l'architecte d'origine de ce bâtiment. Cette photo a été prise sous l'arche.

Holborn Bars, également connu sous le nom de Prudential Assurance Building, est un grand bâtiment victorien en terre cuite rouge situé dans le district de Holborn, dans le Borough de Camden, non loin de la City de Londres. 
Il est actuellement occupé par De Vere Venues et par le bureau londonien de English Heritage, situé au 1 Waterhouse Square. 

## Histoire
Situé à proximité de la limite de City de Londres, dans le quartier Holborn, le bâtiment a été construit sur le site de l'ancien bâtiment Furnival's Inn des Inns of Chancery. Conçu dans le style néo-gothique pour la Prudential Assurance Society entre 1885 et 1901 par les architectes Alfred Waterhouse et son fils Paul Waterhouse et modifié de 1930 à 1932 par EM Joseph qui y introduisit les caractéristiques Art Déco. L'édifice a été agrandi à nouveau en 1993 à une superficie de 34 931 mètres carrés.  
Le bâtiment comportait une bibliothèque, un restaurant, une chapelle, un hall, une promenade sur le toit et une entrée réservée aux femmes. Il était allumé électriquement et comportait de l'eau courante chaude.  
Le complexe entoure une cour, Waterhouse Square, du nom de l'architecte d'origine, qui a également conçu le musée d'histoire naturelle de Londres et l'hôtel de ville de Manchester . 
Le bâtiment a été classé Grade II * le 3 mars 1972,. 
Prudential a quitté le bâtiment en 1999 mais en a conservé la propriété. 

## Résidents
Les locataires incluent: 
- Le Cabinet de relations publiques Weber Shandwick
- Le Cabinet d'avocats Gowling WLG
- L'Entreprise We Work
- La Chaîne ITV
- M & G, filiale de Prudential